# آر. غراهام هانتينغتون
آر. غراهام هانتينغتون هو سياسي أمريكي، ولد في 17 مايو 1897، وتوفي في 19 يناير 1957. نشط حزبياً في الحزب الجمهوري. وقد انتخب عضو جمعية نيوجيرسي العامة ‏.